# Луис Бриъртън
Луис Бреретън (на английски: Lewis Brereton) е военен авиационен пионер и генерал от военновъздушните сили на САЩ през Втората световна война.

## Ранна кариера
Бреретън се дипломира от американската военноморска академия през 1911 година и през 1913 година става един от първите възпитаници на авиационно училище Сигнален корпус.

## Първа световна война
През Първата световна война Бреретън командва 12-и въздушен ескадрон, една от първите американски въздушни части на Западния фронт. Той се издига до шеф на авиацията в американския 1-ви армейски корпус. След края на войната той е назначен за шеф на щаб към главната квартира на военновъздушните сили на американската 3-та армия.

## Втора световна война

### Далечен изток
В началото на американското участие във Втората световна война, Бреретон е командир на далекоизточните военновъздушни сили във Филипините. След започването на войната той указва натиска за започване на въздушни атаки срещу японските бази в Тайван. Бреретон е спрян от генерал Дъглас Макартър и впоследствие голям брой от неговите части са унищожени на земята.
В началото на 1942 година Бреретон е назначен за заместник командир на военновъздушните сили, в кратко просъществувалото американско-британско-холандско-австралийското командване, което обединява съюзническите сили в югоизточна Азия и югозападния Пасифик.

### Близък изток
През юни 1942 година Бреретон е назначен за командир на американските военновъздушни сили в Близкия изток. Впоследствие тази част стават американските 9-и въенновъздушни сили. Сред мисиите, които получават тежките бомбардировачи, по времето на командването на Бреретон е бомбардировката на Плоещ, Румъния, наречена Операция Приливна вълна.

### Европа
С края на операциите в Близкия изток и прехвърлянето на единици от 12-а военновъздушна част за операции в Италия. Бреретон остава командир на 9-а военновъздушна част, когато е разпусната и след това възстановена в Англия през октомври 1943 година, за да стане тактическа група за наземни операции в Европейския театър на бойните действия.
На 2 август, 1944 година Бреретон е назначен за командир на 1-ва съюзническа въздушнодесантна армия и остава на този пост до края на войната в Европа.

## Следвоенна кариера
След войната и пенсионирането си през 1948 година, Бреретон е председател на Военния комитет към американската комисия по ядрена енергетика.